# Rui Rodrigues
Rui Rodrigues de nome completo Rui Gouveia Pinto Rodrigues (Lourenço Marques, Moçambique, 17 de maio de 1943 – 23 de fevereiro de 2024) foi um jogador de futebol da Seleção Portuguesa. Jogava na posição de defesa.

## Carreira
Representou a Académica, Benfica e Vitória de Guimarães. Conquistou dois Campeonatos de Portugal e uma Taça de Portugal.  Rui Rodrigues foi um elegante e eficiente defesa central que despontou para o primeiro plano ao serviço da Académica.
Foi uma das figuras principais da equipa de Coimbra quando esta conseguiu, em 1966/67, o segundo posto no Campeonato Nacional e foi ainda pelo emblema da cidade dos estudantes que teve o maior número
de chamadas à selecção nacional, entre 1967 e 1971. Depois, como alguns dos seus melhores companheiros, transferiu-se para um dos grandes. No seu caso, o Benfica.
Aí, alcançou os seus sucessos a nível nacional e chegou a jogar ao lado de Humberto Coelho. Representou ainda o Vitória de Guimarães, clube pelo qual regressou à selecção e disputou uma final da Taça de Portugal (facto que já tinha sucedido na Académica). Voltou a Coimbra em 1976, ainda senhor de qualidade suficiente para jogar.

## Selecção Nacional
Alcançou 12 internacionalizações (nove em representação da Académica,
duas do Benfica e uma do Vitória de Guimarães).
Nove anos após a sua estreia, num jogo contra a Polónia, disputado no Porto, a 16 de Outubro de 1976 (derrota por 0-2), foi o da sua despedida.

## Títulos
- 2 Campeonatos de Portugal
- 1 Taça de Portugal